# Aulus Hirtius
Aulus Hirtius (* um 90 v. Chr.; † 21. April 43 v. Chr. vor Mutina) war ein römischer Politiker und Schriftsteller der späten Republik. 

## Leben
Er war seit 54 v. Chr., vielleicht als Legat, beim Heer Gaius Iulius Caesars in Gallien und wurde ein Vertrauter des Prokonsuls. Ende 50 v. Chr. ging er als Gesandter Caesars nach Rom, kehrte aber um, ohne Verhandlungen geführt zu haben. Während des Bürgerkriegs diente er zunächst bei Caesar in Hispanien. 48 v. Chr. könnte er Volkstribun gewesen sein. 47 v. Chr. war er bei Caesar in Antiochia, im folgenden Jahr Prätor. 45 v. Chr. wurde Hirtius Statthalter, wohl mit dem Imperium eines Prokonsuls, von Gallia transalpina, dem gerade von Caesar eroberten Gallien einschließlich der Narbonensis. Caesar nominierte ihn und Gaius Vibius Pansa Caetronianus als Konsuln des Jahres 43 v. Chr., mit der Folge, dass Hirtius nach Caesars Ermordung tief in die Manöver der einzelnen Parteien verstrickt war.
Ursprünglich ein Anhänger des Marcus Antonius, wurde Hirtius erfolgreich von Marcus Tullius Cicero, einem persönlichen Freund, für die senatorische Seite abgeworben. Er rückte – später gefolgt von Pansa – mit einer Armee aus, um Marcus Antonius anzugreifen, der zu dieser Zeit Mutina belagerte. Gemeinsam mit Octavian erzwang Hirtius den Rückzug des Antonius, wurde jedoch am 21. April im Kampf vor Mutina erschlagen. Nur zwei Tage nach ihm erlag auch Pansa den schweren Verletzungen, die er in der Schlacht von Forum Gallorum erlitten hatte. Beide gemeinsam wurden mit einem Staatsbegräbnis geehrt.
Hirtius fügte Caesars Werk De Bello Gallico ein achtes Buch hinzu, das er seinem Freund Lucius Cornelius Balbus Maior widmete, und scheint auch der Autor des Bellum Alexandrinum gewesen zu sein. Die frühere Annahme, das Gleiche gelte für das Bellum Africum und das Bellum Hispaniense, wurde inzwischen revidiert. Die Forschung geht heute davon aus, dass Hirtius nur deren Herausgeber war.
Hirtius’ Korrespondenz mit Cicero wurde in neun Büchern veröffentlicht, ist jedoch größtenteils verloren gegangen. Cicero widmete ihm den unvollendet gebliebenen Dialog De fato („Über das Schicksal“), in dem er die Ansichten der antiken Philosophenschulen zur Schicksalbestimmtheit des Menschen diskutiert.
Von etwa 45 v. Chr. bis zu seinem Tod war Hirtius Augur. Er hatte eine Schwester, die er, allerdings ohne Erfolg, 46 v. Chr. Cicero nach dessen Scheidung als neue Ehefrau vorschlug.
1938 wurde sein Grabmal unter dem Palazzo della Cancelleria in Rom entdeckt.

## Werkausgaben
- C. Julii Caesaris Commentariorum De Bello Gallico lib. VII. Item A. Hirtii de eodem lib. VIII. Cum Facultate Superiorum. Formis Academicis. Dillingen an der Donau (Druck: Ignaz Mayer) 1654.